# Armero
Armero is een gemeente in het Colombiaanse departement Tolima. De gemeente telt 12.852 inwoners (2005). Het gemeentebestuur zetelt in de plaats Guayabal.
Het stadje Armero, dat 31.000 inwoners kende, werd op 13 november 1985 getroffen en bedolven door meerdere lahars die ontstonden door een grote hoeveelheid smeltwater. Dit kwam van de gletsjers die smolten doordat de nabijgelegen vulkaan Nevado del Ruiz tot uitbarsting was gekomen. Meer dan 23.000 mensen kwamen om het leven.
Alpujarra · Alvarado · Ambalema · Anzoátegui · Armero · Ataco · Cajamarca · Carmen de Apicalá · Casabianca · Chaparral · Coello · Coyaima · Cunday · Dolores · Espinal · Falan · Flandes · Fresno · Guamo · Herveo · Honda · Ibagué · Icononzo · Lérida · Líbano · Mariquita · Melgar · Murrilo · Natagaima · Ortega · Palocabildo · Piedras · Planadas · Prado · Purificación · Rioblanco · Roncesvalles · Rovira · Saldaña · San Antonio · San Luis · Santa Isabel · Suárez · Valle de San Juan · Venadillo · Villahermosa · Villarrica